# Ковров переулок
Ковро́в переу́лок — улица в центре Москвы в Таганском районе между Нижегородской и Международной улицами.

## История
Название переулка возникло в конце XIX века по прилеганию его к Нижегородской железной дороге (ныне Горьковское направление МЖД), главные мастерские которой находились в городе Коврове (Владимирская область). Но и в располагавшихся близ переулка железнодорожных мастерских работало много выходцев из Коврова.

## Описание
Ковров переулок начинается от Нижегородской улицы, проходит на северо-восток, пересекает Новорогожскую и Рабочую улицы и заканчивается на Международной улице напротив Среднего Международного переулка.